# Menidia menidia
Menidia menidia (Linnaeus, 1766) é um pequeno peixe marinho pertencente à família Atherinopsidae, comum nas costas atlânticas temperadas a subtropicais da América do Norte. A espécie é considerada um organismo modelo e utilizada em estudos ecológicos devido à sua sensibilidade a alterações ambientais, especialmente porque determina o seu sexo por mudanças na temperatura ambiente.

## Descrição
Os adultos de M. menidia medem cerca de 15 cm de comprimento, com coloração corporal prateada a branca.
Alimenta-se de minúsculos animais e plantas, especialmente crustáceo, algas, anelídeos, insectos e zooplâncton. A espécie é predado por diversos peixes, entre os quais Morone saxatilis, Pomatomus saltatrix e diversas espécies da família Sebastidae. É ainda capturada por diversas espécies de aves marinhas.
Prefere águas temperadas, à volta dos 21 °C, e ocorre nas regiões costeiras até poucos metros de profundidade. Penetra frequentemente em rios e regatos que desembocam no mar, nadando entre a vegetação. Durante o inverno, permanecem em águas mais profundas, mas não muito, para evitar temperaturas baixas. No verão frequentam as poças da zona de rebentação, em águas com apenas alguns decímetros de profundidade.
São nadadores velozes, com uma coloração prateada que os dissimula a altas velocidades.